# یواس‌اس لینچ (۱۷۷۶)
یواس‌اس لینچ (۱۷۷۶) (به انگلیسی: USS Lynch (1776)) یک کشتی بود که طول آن not known بود.